# 菲爾洛普站
菲爾洛普站（英語：Fairlop tube station）是倫敦地鐵的一個車站。菲爾洛普站是中央線的車站，開通於1903年5月1日，最初是大東部鐵路的車站。菲爾洛普站位於倫敦第4收費區。

## 外部連結
- London Transport Museum Photographic Archive （页面存档备份，存于）
  - Fairlop LNER station, 1935
  - View of platforms, 1953
  - Booking hall, 1955